# Mickey and the Seal
Mickey and the Seal é um curta-metragem estadunidense de animação, lançado em 1948 e produzido pela Walt Disney Productions. Foi a 122.ª produção da série de filmes do Mickey Mouse. Foi indicado ao Óscar em 1949, na categoria de melhor curta-metragem de animação, mas acabou perdendo para The Little Orphan.

## Elenco
- Jimmy MacDonald como Mickey Mouse
- Pinto Colvig[4] como Pluto/Salty the Seal